# Brilliance V7
Le Brilliance V7 est un modèle de CUV de taille moyenne produit par le constructeur automobile chinois Brilliance Auto.

## Aperçu

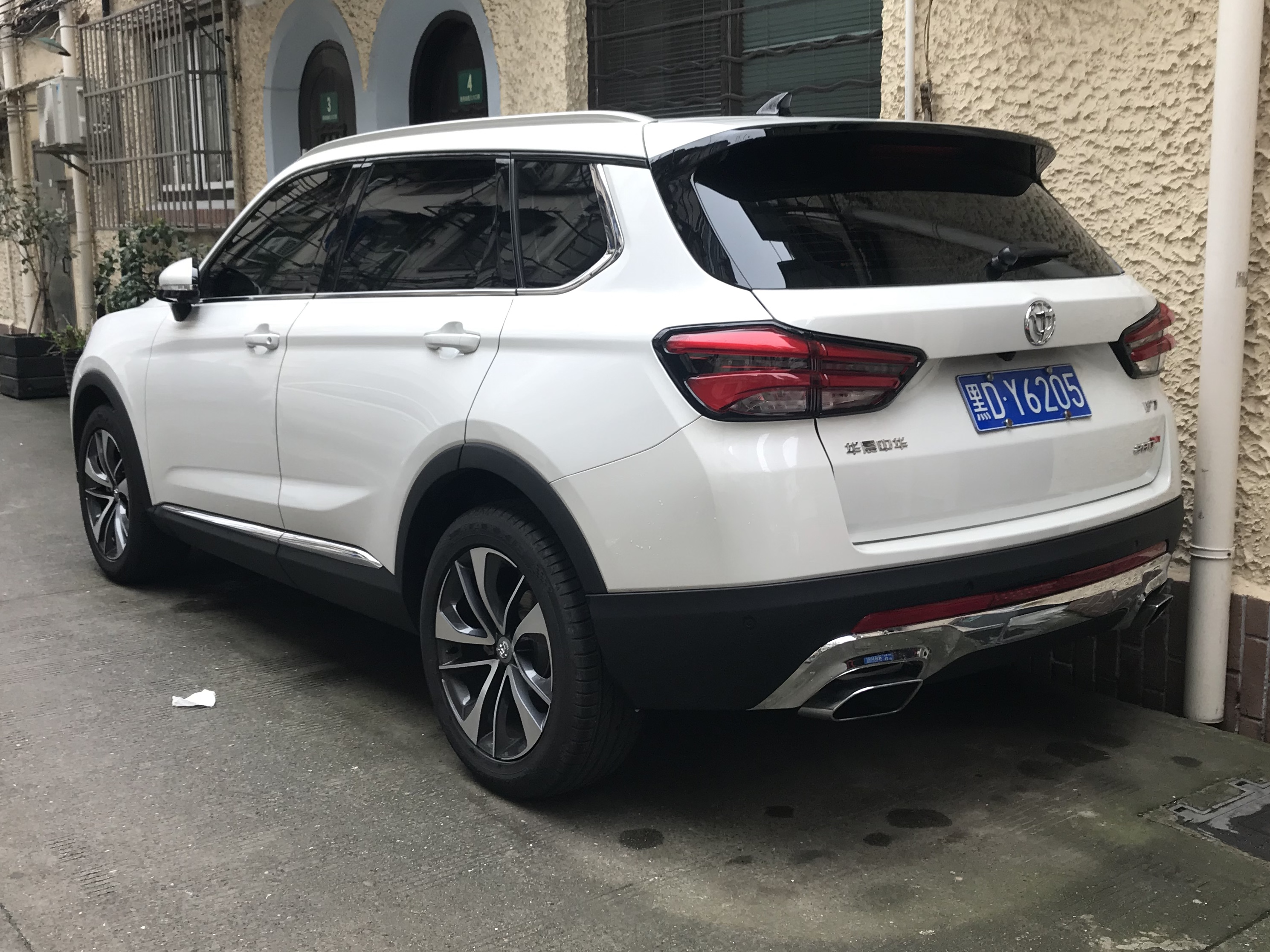
Brilliance V7 arrière

Le Brilliance V7 est la version 7 places du Brilliance V6 sur lequel il partage la même plateforme. Le V7 a été lancée lors du salon de l'automobile de Guangzhou de 2017.
Une version "Black Sports Edition" a fait ses débuts dès le salon de l'automobile de Shanghai de 2019.

### Motorisation
Le Brilliance est équipé soit d'un moteur de 1,6L développé par BMW produisant 204 ch et 280 Nm, soit d'un moteur de 1,6L produisant 231 ch et 300 Nm, et couplé soit à une transmission manuelle à 6 vitesses ou à une boite DCT à 7 vitesses.